# 블루 마운틴 스테이트
블루 마운틴 스테이트(Blue Mountain State)은 2010년 1월 11일부터 2011년 11월 30일까지 스파이크에서 방영된 시트콤으로, 프로듀서는 에릭 팰코너와 새미 역할로 등장중인 크리스 로마노이다. 미국 중서부에 있는 가공의 대학교 블루 마운틴 주립 대학교 (Blue Mountain State)의 미식축구부에 대한 이야기를 그리고 있다. 미식축구를 포함한 섹스, 파티, 약물, 술 등의 이야기를 중심으로 진행하고 있다. 또한 촬영은 캐나다 퀘벡 주의 몬트리올 지역에서 행해졌다.

## 배역
- 대린 브룩스 - 앨릭스 모런 (Alex Moran)
- 앨런 리치슨 - 케빈 "새드" 캐슬 (Kevin "Thad" Castle)
- 샘 존스 3세 - 크레이그 사일로 (Craig Shilo)
- 페이지 케네디 - 레이든 랜들 (Radon Randell)
- 크리스 로마노 - 샘프슨 "새미" 카시아토레 (Sampson "Sammy" Cacciatore)
- 프랭키 쇼 - 메리 조 카치아토레 (Mary Jo Cacciatore)
- 게이브리엘 로이 - 데니스 로이 (Denise Roy)
- 에드 마리나로 - 마틴 "마티" 대니얼스 (Martin "Marty" Daniels)
- 오마리 뉴턴 - 래리 서머스 (Larry Summers)
- 콰시 송귀 - 존 존 헨드릭스 (Jon Jon Hendricks)
- 롭 램지 - 도널드 "도니 슈랍 (Donald "Donnie" Schrab)
- 제임스 케이드 - 하먼 테데스코 (Harmon Tedesco)
- 데니즈 리처즈 - 데브라 사이먼 (Debra Simon)
- 메건 헤펀 - 케이트 (Kate)
- 앤서니 렘케 - 마커스 길데이 (Marcus Gilday)